# Hélène Kro
Hélène Kro, née le 20 septembre 1913 à Tarnów en Pologne et morte le 28 décembre 1942 à Paris 4e, est une résistante communiste juive de la FTP-MOI.

## Biographie
Issue d'une famille juive polonaise, Hélène Mansdorf, arrive en France à l'âge de 17 ans. Elle apprend le métier de couturière et obtient la nationalité française. Elle épouse Israël Kro, avec qui elle a un fils.
Elle entre dans l'organisation des partisans juifs de la FTP-MOI en septembre 1942, où elle intègre le deuxième détachement. 
Un matin de décembre 1942, elle est prise avec deux autres résistantes (Hélène Igla et Rega Levine) dans une rafle, à la sortie du métro. La police trouve sur Hélène Kro des grenades. Ils l'emmènent aussitôt dans son logement pour tendre une souricière aux autres membres du réseau. Pour éviter que ses camarades ne soient pris en montant chez elle, elle se jette de la fenêtre de son appartement, du cinquième étage. La mort d'Hélène Kro est constatée le 28 décembre 1942 à l'Hôtel-Dieu où elle a été transportée.

## Reconnaissance
Hélène Kro est homologuée FTPF et la mention mort pour la France lui a été attribuée par le ministère des Anciens combattants.
Le nom d’Hélène Kro est gravé sur la plaque commémorative apposée à l’intérieur de la Bourse du travail rue du Château d’Eau : « À la Mémoire des dirigeants de Syndicats tombés dans les combats contre le nazisme pour la libération de la France ».

## Décoration
- Médaille de la Résistance française à titre posthume (décret du 31 mars 1947)[5]

En février 2002, la médaille de la Résistance française lui est décernée à titre posthume, en même temps qu'à onze autres résistants, lors d'un hommage auquel assiste une délégation d'étudiants berlinois.